# Old Sock
Albums de Eric Clapton
Clapton
(2010) The Breeze: An Appreciation of JJ Cale
(2014)
Old Sock est un album d'Eric Clapton, sorti le 22 mars 2013. Il s'agit du vingtième album enregistré en studio par le guitariste et chanteur du blues-rock britannique.

## Historique
L'album a été publié l'année du 50e anniversaire de la carrière d'Eric Clapton.
Après avoir été l'invité de Paul McCartney sur l'album Kisses on The Bottom, il lui rend ici la politesse dans le titre All of Me.

## Titres de l’album
1. Further on Down the Road – 5:43
2. Angel – 3:54
3. The Folks Who Live On the Hill – 3:46
4. Gotta Get Over – 4:37
5. Till Your Well Runs Dry – 4:42
6. All of Me – 3:22
7. Born to Lose – 4:03
8. Still Got the Blues – 5:54
9. Goodnight Irene – 4:23
10. Your One and Only Man – 4:30
11. Every Little Thing – 4:34
12. Our Love Is Here to Stay – 4:10
13. No Sympathy (Titre bonus) – 4:04

## Musiciens
- Eric Clapton  – chant, guitare électrique, guitare acoustique, guitare slide, dobro, mandoline
- Doyle Bramhall II - guitare électrique, guitare acoustique, guitare slide, mandoline, chœur
- Willie Weeks - basse, contrebasse
- Steve Gadd - batterie
- Walt Richmond - piano droit, claviers
- Greg Leisz - Pedal Steel, mandoline
- Chris Stainton - clavinet, piano électrique Fender Rhodes, piano Wurlitzer, orgue Hammond B3
- Taj Mahal - harmonica, banjo
- Jim Keltner - batterie
- Steve Winwood - orgue Hammond B3
- JJ Cale  – guitare, chant sur Angel
- Paul McCartney - contrebasse, chant
- Abe Laboriel Jr. - batterie
- Tim Carmon - orgue Hammond B3
- Henry Spinetti - batterie
- Justin Stanley - clavinet, Mellotron, batterie
- Matt Chamberlain - batterie
- Matt Rollings - claviers
- Simon Climie - percussions, piano
- Frank Marocco - accordéon
- Gabe Witcher - violon
- Stephen Doc Kupka - sax baryton
- Joseph Sublett - sax ténor
- Nicholas Lane - trombone
- Sal Cracchiolo - trompette
- Sharon White - chœur
- Michelle John - chœur
- Chaka Khan  – chant sur Gotta Get Over
- Julie Clapton - chant
- Ella Clapton - chant
- Sophie Clapton - chant
- Nikka Costa - chant
- Wendy Moten - chant
- Lisa Vaughan - chant
- Nick Ingman - arrangements cordes

## Classements
| Classements album (2013)                  | Position |
| ----------------------------------------- | -------- |
| Argentine (CAPIF)                         | 77       |
| Autriche (Ö3 Austria)                     | 130      |
| Belgique (Ultratop Flandres)              | 170      |
| Begique (Ultratop Flandres)               | 130      |
| Danemark (Hitlisten)                      | 56       |
| Allemagne (Offizielle Top 100)            | 112      |
| Suisse (Schweizer Hitparade)              | 196      |
| Royaume-Uni (OCC)                         | 172      |
| États-Unis Independent Albums (Billboard) | 18       |
| États-Unis Top Rock Albums (Billboard)    | 52       |